# Desmond Miles
Desmond Miles és un personatge de ficció i protagonista principal de la història marc que uneix els primers cinc lliuraments de la sèrie de videojocs Assassin's Creed. És descendent d'una llarga línia d'altres Assassins, incloent-hi Adam, Aquilus, Altaïr Ibn-La'Ahad, Ezio Auditore da Firenze, Edward Kenway, Haytham Kenway i Ratonhnhaké:ton. Miles està representat per Nolan North i està modelat a partir del model de moda canadenc Francisco Randez. Representa simbòlicament una forma de transcendència de la necessitat del cos humà.

## Primers anys
Desmond va néixer en un amagatall d'assassí, en un lloc anomenat «La Granja», que està a Black Hills a l'estat de Dakota del Sud als Estats Units. Aïllat i la vida exterior, Desmond va néixer i es va criar com un assassí. Era incapaç de sortir d'aquella petita comunitat d'una trentena de persones, però buscava desesperadament escapar, ja que creia que eren «només un munt de hippies que volien que pau al món». Posteriorment, Desmond va realitzar la seva fugida desitjada, al·legant que volia veure la resta del món. Desmond diu que ell no es penedeix de deixar el seu pare o la mare, en un moment quan se l'acusa de ser un assassí, ell respon: «Jo no sóc un assassí… ja no».

## Assassin's Creed
En algun moment de la seva vida, Desmond es va convertir en un cambrer, però va viure sota noms falsos per protegir-se. Ell va utilitzar diners en efectiu només en un nou intent d'ocultar la seva veritable identitat, però va ser finalment trobat per Abstergo a través de la seva empremta digital (necessària per a una llicència de motocicleta). A Abstergo, Desmond es va posar a l'Animus, una màquina que li permet reviure els records dels seus avantpassats emmagatzemats en el seu ADN, els científics Dr Warren Vidic i la Dr Lucy Stillman, els empleats de Abstergo Corporation, expliquen que estan buscant els records dels avantpassats de Desmond, en concret les d'Altaïr Ibn-La'Ahad, per a una determinada peça d'informació, que es neguen a revelar. Sense moltes opcions, Desmond es compromet a ajudar-los. Algun temps més tard, després de la recuperació de la informació que Vidic estava buscant, els executius d'Abstergo volen que Desmond sigui assassinat, però el pensament ràpid de Lucy el salva, i convenç a Vidic per mantenir amb vida fins que coneix del cert que no serveix de res més. En tornar a la seva habitació, Desmond pateix l'"efecte sagnat", descobreix que l'efecte d'aquest li ha donat d'Altair "vista d'àguila", cosa que li permet distingir l'amic de l'enemic, i llegir els missatges críptics deixar a les parets i el sòl pel Subjecte 16, un altre subjecte del programa Animus que Lucy i Vidic en coneixien la informació.

## Assassin's Creed II
Després del primer joc, Desmond s'escapa d'Abstergo amb l'ajuda de Lucy, qui es va revelar com una assassina encoberta a Abstergo. Poc després, entra a l'Animus 2.0, dirigit per Lucy i el seu equip-format pel britànic Shaun Hastings i la nord-americana Rebecca Crane per tal de ser ràpidament entrenat com un assassí a través de l'efecte sagnat. Aquesta vegada, entra a les memòries d'Ezio Auditore de Florència, un avantpassat del Renaixement. Després de navegar amb èxit els primers records de Ezio (amb l'ajuda de Shaun Hastings i Rebecca Crane a l'exterior), Desmond surt de l'Animus per evitar la degradació de la consciència que el Subjecte 16 va patir com un efecte col·lateral de l'efecte de sagnat per estar massa temps connectat a l'Animus. Poc després de la sortida, Desmond retrocedeix a una de les memòries d'Altaïr, tot i no estar vinculat a la màquina. En aquest sentit, Desmond s'assabenta que Altaïr tenir un amant, Maria Thorpe, una templera que es va utilitzar com un esquer per Robert de Sablé a Assassin's Creed.Desmond pregunta en veure el record perquè el principal objectiu no està seguint l'assassí, sinó que es mou cap a Maria, on entra en el seu ventre, mostrant que el nen d'Altaïr (i un altre dels avantpassats de Desmond) acaba de ser concebut.
Després de passar més temps a l'Animus 2.0, Desmond comença a adaptar-se a les seves noves habilitats desenvolupades, arribant a ser molt àgil i un expert en totes les armes. L'últim segment de les memòries de Ezio porta un sorprès Ezio (i, per extensió, Desmond) a una càmera futurista, per sota de la Capella Sixtina, on l'holograma d'una " deessa", Minerva, es dirigeix a Desmond pel seu nom i, a través d'Ezio, li adverteix d'un imminent cataclisme que té el potencial per destruir tota vida a la Terra.

## Assassin's Creed: Brotherhood
Posteriorment, Desmond, Lucy, Shaun i Rebecca arriba a Monteriggioni, on la Vila Auditore es troba. Van crear una refugi de seguretat al santuari de la Vila, i Desmond torna a entrar a l'Animus 2.0, per tal de descobrir la ubicació del fruit de l'edèn, un artefacte obtingut per Ezio i una de les "peces de l'Edèn". Després de trobar la ubicació de la Poma a través dels Animus, Desmond i els altres descobreixen que el fruit està amagat sota del Coliseu. Causa de l'efecte de sagnat i la capacitat de Desmond, els assassins troben un camí dins d'una volta antiga, on el fruit es troba. A continuació, agafa el fruit a través de  Juno i ella li pren el control al cos de Desmond i l'obliga a apunyalar a Lucy, per raons que no estan clares. Quan Desmond es desmaia, el posen de nou en el Animus de William M., Els cap de l'orde dels assassins actualment. Els esdeveniments i les assignacions per als assassins semblen acabar després d'això i Desmond cau en un coma.

Després de passar més temps en el Animus 2.0, Desmond comença a adaptar-se a les seves noves habilitats desenvolupades, arribant a ser molt àgil i un expert en totes les armes Ezio après a utilitzar. L'últim segment de les memòries de Ezio porta un sorprès Ezio (i, per extensió, Desmond) a una càmera futurista, per sota de la Capella Sixtina, on l'holograma d'una " deessa", Minerva, es dirigeix a Desmond pel seu nom i, a través d'Ezio, li adverteix d'un imminent cataclisme que té el potencial per destruir tota vida a la Terra. Desmond es tira dels Animus ràpidament després, com Abstergo havia descobert el seu amagatall. La fuita de l'equip, amb Desmond utilitzant els coneixements adquirits a partir de l'efecte de sagnat per ajudar a combatre les forces de Abstergo. Desmond entra al Animus, mentre que en trànsit, sabent que Ezio-i potser Assumpte de 16 pot tenir les respostes que busquen.

## Assassin's Creed: Revelations
Dins de l'Animus, Desmond es troba a la Sala de Negre, una "porta del darrere" de l'Animus. Allà, Desmond ha de trobar una memòria específica que l'uneix amb Altair i Ezio, perquè pugui sortir del seu subconscient destrossat i despertar-lo del seu coma. A "L'illa de Animus" la Sala de Negre, veu el subjecte 16, i parla sovint amb ell sobre com tornar a despertar del seu coma. Desmond també pot escoltar les veus del seu pare, William "Bill" Miles, Shaun Hastings i Rebecca Crane, mentre que ell està en aquest estat. Després de despertar del seu coma, Desmond veu a Shaun, Rebeca, i el projecte de llei al seu voltant, i quan el seu braç brilla amb un blau misteriós i veu al fruit, els diu: ". Jo sé el que hem de fer"